# Обрушение торгового центра «Maxima» в Риге

Торговый центр в 2012 году

Обрушение торгового центра «Maxima» в Золитуде, одном из микрорайонов Риги (Латвия), по адресу ул. Приедайнес, 20, произошло вечером 21 ноября 2013 года. В результате катастрофы погибли 54 человека, в том числе три спасателя, получили ранения 40 человек.

## Здание
Торговый центр «Maxima» был сдан в эксплуатацию 3 ноября 2011 года. Площадь торгового зала составляла 2503 м², общая площадь торгового центра 4549 м². Автор проекта — бюро «Kubs» (Zane Kalinka, Andris Kalinka, Juris Lauris). Заказчик объекта — ООО «Homburg Zolitude», дочернее предприятие канадской компании Homburg International Group. Стройнадзором занималась фирма «CMConsulting».
В августе 2011 года на крыше строящегося здания возник пожар.
В 2011 году здание торгового центра получило награду «Ежегодный приз латвийской архитектуры» (латыш. Latvijas arhitektūras gada balva).
30 марта 2012 года Латвийская Ассоциация строителей вручила «Серебряный приз» смотра «Лучшая стройка года в Латвии 2011» в номинации «Новостройка».
В ноябре 2013 года на крыше здания фирмой «Re&Re» проводились строительные работы.

## Обрушение
Первые вибрации конструкций здания произошли в 17:20 21 ноября 2013 года. Спустя 1 минуту и 25 секунд — в 17:21:45 — с грохотом обрушился потолок. Приблизительно в 17:45 крыша и стены супермаркета прогнулись, из-за чего автоматические двери оказались заблокированы; многие посетители и персонал были лишены возможности выйти наружу. В 17:53 обрушилась одна из стен здания и крыша прямо над кассами, у которых в час пик традиционно собирается большое количество покупателей. В 18:59, когда более 400 спасателей и полицейских уже приступили к расчистке завалов, рухнула ещё одна часть крыши. В результате общая площадь обрушения достигла порядка 500 квадратных метров.
Утром 22 ноября из-под завалов были извлечены тела 15 погибших посетителей и работников. Кроме этого, в результате второго обвала погибли три спасателя. Общее число жертв достигло 52 человек, 40 получили ранения. Последние выжившие люди были извлечены из-под завалов рано утром.
23 ноября были найдены ещё два тела, число погибших в итоге достигло 54 человек. Примерно в 17:58 магазин обрушился в третий раз (части крыши, оставшиеся после второго обрушения). Появились данные, что в числе погибших были два гражданина России, имевших вид на жительство в Латвии, а также гражданка Армении.
После третьего обрушения крыши спасательные работы было решено прекратить до утра 24 ноября. Провал крыши достиг 1500 м². Медики и спасатели пришли к выводу, что шансы найти живых под завалами практически равны нулю. К 20:11 были опознаны все погибшие.

### Погибшие спасатели

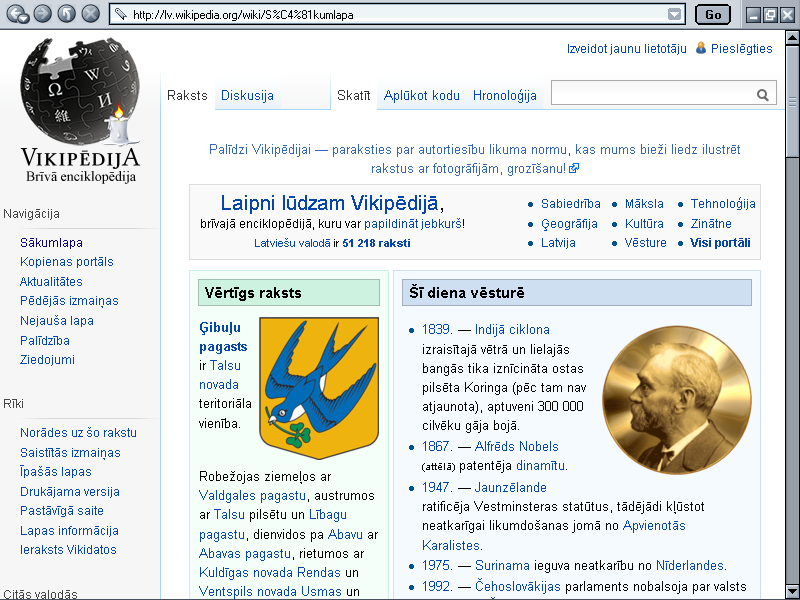
Траурный логотип латышской Википедии

- Командир 5-го отделения Рижского регионального управления Государственной пожарно-спасательной службы капитан Вилнис Штейнитис (Vilnis Šteinītis, 03.04.1977)[9]
- Дежурный 1-го отделения Рижского регионального управления Государственной пожарно-спасательной службы старший лейтенант Эдгарс Рейнфелдс (Edgars Reinfelds; 12.05.1988)[10]
- Спасатель 1-го отделения Рижского регионального управления Государственной пожарно-спасательной службы капрал Сергей Ижик (Sergejs Ižiks; 24.05.1969)[11]

## Расследование катастрофы
Из причин, которые могли привести к обрушению, названы сейсмические колебания почвы или некачественно выполненная сборка металлоконструкций. В то же время конструктор здания заявил, что к обрушению могло привести большое количество стройматериалов, находившихся на крыше. Союз инженеров-строителей Латвии считает, что причиной обрушения стали допущенные ошибки в конструкции ферм крыши.
По факту несоблюдения строителями компании «Re&Re» норм при проведении соответствующих работ было возбуждено уголовное дело.

### Общественная комиссия
В декабре 2013 года правительством была создана общественная комиссия, во главе с Янисом Кажоциньшем, для контроля за расследованием «Золитудской трагедии».
Комиссии поручили: «Оценить прямые и косвенные причины золитудской трагедии, процесс спасательных работ и ликвидации последствий трагедии, эффективность действий ответственных служб и должностных лиц, а также эффективность регулирования в сфере строительства, публичных закупок и гражданской обороны». Результатом работы комиссии должны были стать ежеквартальные отчёты Кабинету министров и конечный отчёт, содержащий предложения комиссии, касающиеся изменений в нормативных актах. Предполагалось, что комиссия проработает один год, в течение которого общество предполагалось информировать через официальное издание «Latvijas Vēstnesis» и систему нормативных актов NAIS. План работы комиссии, её бюджет и первые шаги в расследовании вызвали возмущение в СМИ и обществе, и в результате комиссия была расформирована в течение недели.
Отставной британский генерал Кажоциньш составил смету обеспечения комиссии на сумму 217 569 евро в год, которую следовало утвердить по статье на непредвиденные расходы. Среди статей расходов, опубликованных порталом Pietiek, значились технические затраты на сумму 37 240,54 евро, в том числе аренду машины на сумму 7768,88 и топливо 3172,95 евро. Самую крупную сумму по смете планировалось выплатить членам комиссии (104 186 евро) и приглашённым экспертам (61 400 евро). Для Госканцелярии за надзор Кажоциньш предусмотрел 14 742 евро.
Кроме того, в качестве одного из первых действий, комиссия направила письмо в благотворительную организацию Ziedot.lv c обвинениями в том, что та не может «обеспечить всех желающих пожертвованиями, как полагается» и «не предоставляет информации об использовании пожертвований». Руководитель Ziedot.lv Рута Диманта возмутилась письмом комиссии: «Получается, что первыми виновниками золитудской трагедии стали те, кто предоставлял помощь. Первым же своим пренебрежительным письмом комиссия продолжила трагедию, которая и произошла из-за пренебрежительности».
18 декабря Я. Кажоциньш отказался от поста председателя комиссии и вышел из её состава. 19 декабря из состава комиссии вышли ещё две участницы.

### Судебное расследование
Первое заседание суда по делу о трагедии прошло 8 декабря 2015 года в выставочном центре «Кипсала». Объём дела составил 80 томов.
Второе заседание состоялось 1 марта 2016 года в том же выставочном центре. Перед началом суда у выставочного центра прошёл пикет, в котором приняли участие члены семей погибших в трагедии и другие пострадавшие.
В различных судах Латвии находится около 19 исков на сумму свыше 600 млн. евро от пострадавших, их родственников.
В середине июня 2019 года прокуроры в течение нескольких дней зачитывали в Пардаугавском суде обвинительную речь девяти подсудимым.
18 февраля 2020 года суд вынес приговор: один обвиняемый приговорён к 6 годам тюрьмы и выплате 5 миллионов евро жертвам, остальные были оправданы.
8 декабря 2020 приговор суда, текст в 1200 страниц, был оспорен прокуратурой и адвокатом единственного осужденного, строительного инженера Ивара Сергетса.

## Реакция властей и общественности
Президент Латвии Андрис Берзиньш назвал гибель людей массовым убийством.
В память о жертвах обрушения в Латвии был объявлен трёхдневный траур. В Литве и Эстонии днём траура было объявлено воскресенье 24 ноября.
Мэр Риги Нил Ушаков заявил, что после завершения поисково-спасательных работ и следствия остатки магазина снесут и на его месте будет возведён мемориал погибшим.

## Последствия
27 ноября премьер-министр Латвии Валдис Домбровскис в связи с событиями в Золитуде подал в отставку.
5 декабря парламент в первом чтении одобрил изменения к Закону о строительстве о создании Государственного бюро по контролю за строительством (ранее существовавшая Государственная строительная инспекция была распущена в 2009 году).
После обрушения торговая сеть «Maxima» сменила свой слоган; вместо фразы «Par visu padomāts» с латыш. — «Всё продумано» новым слоганом торговой сети стало «Lai nekā netrūktu» с латыш. — «Чтобы всего хватало».
Правительство поручило министерствам упорядочить необходимые правовые акты для недопущения повторения золитудской трагедии.

## Память
- 21 ноября 2015 года был открыт памятник на месте трагедии.[42][43]
- В тот же день была представлена книга «Помни Золитуде», посвящённая произошедшей трагедии[44].
- В 2022 году был утверждён эскиз будущего Сада памяти в Золитуде[45]. Проектирование и воплощение памятного объекта планируется начать в 2023 году[46].